# Tschechoslowakische Badmintonmeisterschaft 1977
Die Tschechoslowakische Badmintonmeisterschaft 1977 fand vom 11. bis zum 12. Juni 1977 in Prag statt.

## Sieger und Platzierte
| Disziplin    | Gold                              | Silber                               | Bronze                           |
| ------------ | --------------------------------- | ------------------------------------ | -------------------------------- |
| Herreneinzel | Miroslav Kokojan                  | Karel Lakomý                         | Michal Malý                      |
| Herreneinzel | Miroslav Kokojan                  | Karel Lakomý                         | Ladislav Šrámek                  |
| Dameneinzel  | Taťána Pravdová                   | Jiřína Hubertová                     | Anna Konečná                     |
| Dameneinzel  | Taťána Pravdová                   | Jiřína Hubertová                     | Dagmar Benická                   |
| Herrendoppel | Petr Lacina Konstantin Holobradý  | Ladislav Šrámek Miroslav Šrámek      | Petr Sim Ladislav Tandler        |
| Herrendoppel | Petr Lacina Konstantin Holobradý  | Ladislav Šrámek Miroslav Šrámek      | Karel Lakomý Michal Malý         |
| Damendoppel  | Zuzana Valečková Milena Hamralová | Marie Krkošková Jaroslava Krahulcová | Anna Konečná Dagmar Benická      |
| Damendoppel  | Zuzana Valečková Milena Hamralová | Marie Krkošková Jaroslava Krahulcová | Taťána Pravdová Jiřína Hubertová |
| Mixed        | Michal Malý Zuzana Valečková      | Ladislav Šrámek Jiřína Hubertová     | Miroslav Šrámek Taťána Pravdová  |
| Mixed        | Michal Malý Zuzana Valečková      | Ladislav Šrámek Jiřína Hubertová     | Ladislav Tandler Marie Krkošková |